# Dicranella minuta
Dicranella minuta är en bladmossart som beskrevs av Georg Friedrich von Jaeger 1880. Dicranella minuta ingår i släktet jordmossor, och familjen Dicranaceae. Inga underarter finns listade i Catalogue of Life.